# 仙台クラシックゴルフ倶楽部
仙台クラシックゴルフ倶楽部（せんだいクラシックゴルフくらぶ）は、宮城県富谷市今泉三ツ沢14-3に所在するゴルフコースである。

## 概要
- 当倶楽部は、元々は株式会社ライフ・サービスにより当地に建設された「レインボーヒルズゴルフクラブ」として1992年6月に開業したゴルフコースを基にする[1]。
- レインボーヒルズGC時代の本コースでは日本女子プロゴルフ協会（JLPGA）公式ツアー大会の『ミヤギテレビ杯ダンロップ女子オープンゴルフトーナメント』が1998年（平成10年）から2002年（平成14年）まで開催されるなど[2]、東北地方でも指折りの知名度を持つコースでもあった。
- だが、バブル崩壊後のゴルフ人口の低迷や利用客減少などもあって経営不振に陥り、2003年（平成15年）1月に民事再生法適用を申請、コースが閉鎖されることとなった[1][3]。
- 民事再生法に基づく企業再生に当たっては紆余曲折の末にレインボーヒルズGC会員メンバー有志により設立された株式会社大亀倶楽部にライフ・サービスがレインボーヒルズGCの経営権一切を譲渡するなどの措置が執られ、2004年（平成16年）2月に経営権譲渡が行われて再開業することとなった[1][3]。
- 2016年（平成28年）にコース開場25周年の節目を迎えたことから、同年4月1日付にて運営会社及びコースの名称を現在の「仙台クラシックゴルフ倶楽部」に変更し[4]、現在に至っておる。
- 2025年7月には23年ぶりとなるJLPGA公式ツアー大会『明治安田レディスゴルフトーナメント』が開催される予定となっておる[5]。

## コースの特徴
- 本コースは、東北唯一の日本ゴルフ協会コースレート基準コースたることを目玉としており、ゆるやかな起伏からなる丘陵地の中に樹林を豊富に残した林間コース風の佇まいの中に、各ホールがほとんどフラットな形状となっており、戦略性の高いロケーションの中で、OBゾーンが少ないことから上級者も新参者も楽しめるコースである[6]。
- また美しい水を湛えたウォーターハザード（池）や白砂バンカーを随所に配した上、1ホールにベントグリーンを二つ設えるダブルグリーンスタイルとなっており、どちらをメインに設定しても良い形を採る方式が用いられている[7]。

## アクセス
- 仙台市地下鉄南北線 泉中央駅より乗合自動車にて15分。